# Centres per al Control i Prevenció de Malalties
El Centers for Disease Control and Prevention o  CDC (Centres per al Control i Prevenció de Malalties) és una agència federal del Departament de Salut i Serveis Humans dels Estats Units responsable del control i la prevenció de malalties, la salut ambiental i la realització d'activitats d'educació i promoció de la salut. Té la seu a Druid Hills, en una àrea no incorporada al Comtat de DeKalb, Geòrgia, i el seu director, des del 8 de juny del 2009, és el doctor Thomas R. Frieden, nomenat per al càrrec el 15 de maig del mateix any. A part de les oficines a Druid Hills, el CDC té altres deu oficines al llarg dels Estats Units i a Puerto Rico: Anchorage (Alaska), Cincinnati (Ohio), Fort Collins (Colorado); Hyattsville (Maryland); Morgantown (Virgínia de l'Oest); Pittsburgh (Pennsilvània); Research Triangle Park (Carolina del Nord), San Juan (Puerto Rico), Spokane (Estat de Washington) i Washington DC.